# Ostufer Sumpfsee bei Vietzen
Ostufer Sumpfsee bei Vietzen este o arie protejată (arie specială de conservare — SAC, sit de importanță comunitară — SCI) din Germania întinsă pe o suprafață de 6 ha, integral pe uscat.

## Localizare
Centrul sitului Ostufer Sumpfsee bei Vietzen este situat la coordonatele 53°19′00″N 12°43′18″E / 53.3167°N 12.7217°E.

## Înființare
Situl Ostufer Sumpfsee bei Vietzen a fost declarat sit de importanță comunitară în aprilie 2004 pentru a proteja 1 specie de plante. Situl a fost protejat și ca arie specială de conservare în august 2016.

## Biodiversitate
Situată în ecoregiunea continentală, aria protejată conține 1 habitat natural: Lacuri eutrofice naturale cu vegetație de tip Magnopotamion sau Hydrocharition.
La baza desemnării sitului se află o specie protejată de  plante: Apium repens